# Rosa bandet

Rosa bandet

Rosa Bandet (engelska: Pink Ribbon) är en internationell solidaritetssymbol som används av privatpersoner, företag och organisationer som väljer att engagera sig i bekämpningen av bröstcancer. 

## Cancerfondens Rosa Bandet-kampanj
Cancerfondens Rosa Bandet-kampanj bekämpar bröstcancer genom att finansiera cancerforskning, sprida kunskap om sjukdomen och driva opinion.
Varje år får cirka 8 000 kvinnor i Sverige diagnosen bröstcancer, ett tal som ökar samtidigt som andelen överlevande går upp. På 1960-talet levde cirka 50 procent av bröstcancerpatienterna i Sverige tio år efter diagnos och behandling, medan siffran femtio år senare var 80 procent.
Insamlade pengar går till:
- Cancerforskning (klinisk forskning, vårdforskning och epidemiologi), både inom bröstcancer och andra cancerformer
- Grundforskning (preklinisk forskning) som är nödvändig för all cancerspecifik forskning.
- Kunskapsspridning om bröstcancer, bland annat vikten av tidig upptäckt.
- Opinionsarbete kring bröstcancer, bland annat bristen på specialister.

Mellan 2003 och 2015 hade totalt 593 miljoner kronor samlats in till svensk cancerforskning.

## Cancerfonden och Bröstcancerförbundet
I Sverige finns det två organisationer som arbetar med Rosa Bandet – Cancerfonden och Bröstcancerförbundet.
Bröstcancerförbundet som bildades 1982 är Sveriges enda intresseorganisation som odelat fokuserar på bröstcancer och både stödjer drabbade och forskning inom bröstcancer. Verksamheten finansieras till största delen av gåvor från allmänheten. Bröstcancerförbundets vision är att ingen ska drabbas av bröstcancer. För att nå dit  arbetar organisationen med att opinionsbildning och kunskapsspridning, insamling samt stöd och rehabilitering. Bröstcancerförbundet administrerar Bröstcancerfonden.
Bröstcancerförbundets band är ceriserosa och säljs till förmån för Bröstcancerfonden. De kostar 20 kronor, intäkterna går oavkortat till bröstcancerforskning, prevention och de bröstcancerdrabbade. Banden bekostas av Estée Lauder.

## Bakgrund
Det Gula bandet (yellow ribbon) var det första bandet att representera ett meningsfullt syfte. Det Gula bandet nämndes först i en marschlåt sjungen av den Amerikanska militären. År 1917 tog George A. Norton för första gången copyright på låten. Titeln var "Round her neck she wears a yellow ribbon". Under 1940-talet kom åtskilliga musiker att tolka låten på sina egna sätt. 
Penney Laingen var en amerikansk kvinna som kom att influeras starkt av denna låt. Hennes man hölls under en period som gisslan i Iran och Laingen fick idén att knyta gula band runt åtskilliga träd för att visa sin längtan och desperation att återse sin man igen. För att visa sin lojalitet följde snart hennes vänner och familj också trenden. I takt med att Laingens landsmän nåddes av budskapet förvandlades bandet snart till ett kommunikationsmedium. Detta var första gången som det Gula Bandet kom att användas som en symbol för spridning av ökad medvetenhet. 
Under nittiotalet inspirerades AIDS-aktivister av bandets förmåga som kommunikationsmedium och bestämde sig för att tillverka band för bekämpningen mot AIDS. Banden tilldelades ’passionens färg’, röd. Under Tony awards togs ett fotografi av skådespelaren Jeremy Irons där han bar det Röda Bandet fastsatt på bröstet, vilket direkt hamnade i blickfånget hos publiken och bandet blev populärt över en natt. The New York Times deklarerade år 1992 till ”Bandets år”.
Det första Rosa Bandet introducerades av Susan G. Komen for the Cure. Skärmmössor delades ut till kvinnor som bekämpat bröstcancer och som sedan 1990-talet deltagit i Race for the Cure. Ett par månader senare, år 1991, tilldelades samtliga deltagare av ”New York City race” ett Rosa Band. Emellertid fick bandet begränsad uppmärksamhet då det bara var en mindre detalj i ett viktigt evenemang. 
Som chefredaktör på den amerikanska hälsotidningen Self arbetade Alexandra Penney under år 1992 med utgivningen av det andra årliga numret av “National Breast Cancer Awareness Month issue”. Evelyn Lauder, vice verkställande direktör på Estee Lauder, bjöds in som gästredaktör till detta nummer av NBCAM. Penney och Lauder fick idén att tillverka ett band och övertalade sedan kosmetikajättarna i New York att dela ut detta band till deras kunder. 
Penney och Lauder fortsatta att arbeta tillsammans och kom efter en tid i kontakt med 68-åriga Charlotte Hayley, en kvinna som själv bekämpat bröstcancer och som nu tillverkade persikofärgade band. Dessa band såldes tillsammans med ett kort med texten “Det Nationella Cancerinstitutets årliga budget är 1,8 miljarder dollar, och endast 5 procent tillägnas förebyggandet av cancer. Hjälp oss väcka medvetenhet hos de lagansvariga och Amerika genom att bära det persikofärgade bandet”. Charlottes budskap spreds snabbt vilket väckte Penneys och Lauders intresse. De såg en möjlighet i att anpassa sig till Charlottes idé och att arbeta tillsammans med henne. Charlotte å andra sidan tog avstånd ifrån samarbetet med motiveringen att Penney och Lauder var för kommersiella.
Efter att ha diskuterat olika möjligheter med åtskilliga affärsjurister kom Penney och Lauder på en ”ny” färg. Det nya bandet var i färgen rosa och blev med tiden en internationell erkänd symbol för ökad medvetenhet om bröstcancer. 

## Rosa Bandet i världen
Rosa Bandet är en internationell rörelse med ursprung i USA. Pink Ribbon, som Rosa Bandet heter på engelska, startades 1991 av bland andra Evelyn Lauder från kosmetikföretaget Estée Lauder. Sedan dess har Rosa Bandet vuxit till en internationell folkrörelse. Världen över ägnar organisationer, företag och privatpersoner oktober månad åt bröstcancerfrågan. Cancerfonden har genomfört kampanjen sedan 2003 och firade tioårsjubileum 2012.
Pink Ribbon International arbetar för att skapa en världsomfattande stödjande gemenskap och att informera drabbade, familjer, vänner och specialister om Rosa Bandet och bröstcancer.

## Månaden för ökad medvetenhet om bröstcancer (MÖMB)
Månaden för ökad medvetenhet om bröstcancer (MÖMB) är en årlig internationell kampanj organiserad av större välgörenhetsorganisationer med målsättningen att öka medvetenheten om bröstcancer. Pengar samlas in och doneras till forskning inom sjukdomens uppkomst, förebyggande samt botemedel. Kampanjen avser att hjälpa kvinnor som drabbats av bröstcancer genom att ge information och stöd. 
MÖMB grundades av AstraZeneca år 1985. AstraZeneca är ett multinationellt läkemedelsföretag och tillverkare av tre olika bröstcancerrelaterade läkemedel: Nolvadex (tamoxifen), Arimidex (anastrozole), och Faslodex (fulvestrant). MÖMB har från början haft för avsikt att främja mammografi som det mest effektiva vapnet i bekämpningen mot bröstcancer. 
Antalet företag som valt att engagera sig i ökad medvetenhet om bröstcancer har ökat med åren. Estee Lauder, Avon, Susan G. Komen for the Cure och andra kommersiella och icke kommersiella organisationer har exempelvis valt att engagera sig i diverse evenemang och aktiviteter under oktober månad.

## Aktiviteter och events under ‘MÖMB’

### The National Race for the cure
Det första ‘National Race for the Cure’ organiserades i oktober 1983 i Dallas, Texas, och hade 800 deltagare. År 1999 hade antalet deltagare ökat till 600,000 och loppet hölls i 99 amerikanska städer. Antalet deltagare steg ytterligare till 1,4 miljoner år 2005 vilket illustrerar loppets framgång. The National Race for the Cures anordnas nu årligen i Washington D.C. och är det största fem-milaloppet i världen. Loppet lockar såväl volontärer som kändisar och politiker men också företag som är villiga att sponsra evenemanget och bröstcancerforskningen. 
Förutom i Amerika hålls Race for the Cure även i andra delar av världen;
| Australien och Nya Zeeland | Dove Pink Star walk                                   |
| Tyskland                   | Komen Frankfurt Race for the Cure                     |
| Nederländerna              | Walk for Women                                        |
| Italien                    | Komen Race for the cure                               |
| Storbritannien             | Race for my wife and Race for life                    |
| Kanada                     | Breast Cancer Walk (The Weekend to end Breast Cancer) |
| Ungern                     | Avon One-Day Walk for Life                            |
| Puerto Rico                | Komen Race for the Cure                               |
| Bulgarien                  | Breast Cancer Walk                                    |

### Breast Cancer 3 Day
Breast Cancer 3 Day är också en gångtur till förmån för cancerforskningen. Sträckan är densamma som i Breast Cancer 2 Day men är istället uppdelad på tre dagar. Breast Cancer 3 Day gynnar insamlingen till Susan G. Komen for the Cure och hålls i åtskilliga amerikanska städer. Gången var tidigare arrangerad och sponsrad av Avon.
| Bulgarien      | Breast Cancer Walk                                             |
| Tjeckien       | Breast Cancer Conference                                       |
| Frankrike      | 5 km Breast Cancer Race/Walk                                   |
| Tyskland       | Women's 5k/10k Walk Run                                        |
| Grekland       | Recognition dinner and Avon Breast Cancer Crusade Fashion show |
| Ungern         | Walk for Life                                                  |
| Irland         | Breast Cancer Walk                                             |
| Italien        | Breast cancer Awareness event                                  |
| Polen          | Breast Cancer Walk                                             |
| Portugal       | Educational walk-a-thon                                        |
| Rumänien       | Breast Cancer Walk                                             |
| Ryssland       | Press conference                                               |
| Slovakien      | Press conference                                               |
| Spanien        | Breast Cancer Walk                                             |
| Turkiet        | "Trip to Health with Avon" walk                                |
| Ukraina        | Breast Cancer awareness walk                                   |
| Storbritannien | "Celebrating Life" award ceremony                              |

### Global Illumination
Under “Global Illumination” sker en konstgjord rosa upplysning av ett flertal världskända platser och byggnader. Målet är att uppmärksamma väsentligheten av tidigt framställda diagnoser samt att belysa forskningen för förebyggelse och tillfrisknande. Exempelvis sker ”Global Illumination” vid: 
| Globen                        | Stockholm | Sverige       |
| The Harbour Bridge            | Sydney    | Australien    |
| The Hangzhou Department Store | Hangzhou  | Kina          |
| Niagara-fallen                | Ontario   | Kanada        |
| The Eden Project              | Cornwall  | England       |
| The Majestic Hotel            | Cannes    | Frankrike     |
| The French Affiliate Building | Paris     | Frankrike     |
| The Angel of Peace            | München   | Tyskland      |
| City Hall                     | Reykjavik | Island        |
| Moshe Aviv Tower              | Ramat-gan | Israel        |
| Constantine’s Arch            | Rome      | Italien       |
| The Arena                     | Verona    | Italien       |
| Tokyo Tower                   | Tokyo     | Japan         |
| City Hall Square              | Seoul     | Korea         |
| The Dam Square                | Amsterdam | Nederländerna |
| The Skytower                  | Auckland  | Nya Zeeland   |

### In the Pink
“In the Pink” är ett av evenemangen som äger rum under “Månaden för ökad medvetenhet om bröstcancer (MÖMB)”. Diverse aktiviteter anordnas, såsom olika temafester och “en rosa dag på jobbet”. Pengar som samlats in under ”In the pink” doneras till bröstcancerforskningen.

## Produkter

### Bröstcancerfrimärket
Det första bröstcancerfrimärket publicerades 1996 men då försäljningen var låg ombads Ethel Kessler att designa ett nytt. Det nya frimärket presenterades den 29 juli 1998 av Hillary Clinton och Postmaster General William Henderson. 
Frimärket kostar 45 amerikanska cent varav 70 procent doneras till National Cancer Institute (NCI) och 30 procent till ’the Breast Cancer Research Program’ från Department of Defense (DOD). I november 2005 hade $33,5 miljoner donerats till NCI respektive $13 miljoner till DOD. 

### Bröstcancermyntet
Bröstcancermyntet är ett silvermynt som introducerades i Kanada och 15,000 mynt uppskattas vara i användning världen över. Myntets ena sida föreställer drottning Elizabeth medan den andra sidan föreställer det Rosa Bandet. 

## Kritiska synpunkter

### Pink Ribbons, Inc
Samantha King Fler och fler engagerar sig i kampen mot bröstcancer. Men alla gör inte det med samma avsikt. Samantha King skriver i sin bok Pink Ribbons, Inc (2006) hur bröstcancer har utvecklats från att ha varit en enskild människas öde till en global kamp för överlevnad. Flertalet företag engagerar sig i att finna botemedel mot sjukdomen och vill på så sätt framställa sig själva i positiv dager. Resultatet av det är ofta att forskningen om sjukdomens uppkomst blir bortglömd och hamnar i skymundan. 

### Tänk efter innan (Think before you Pink)
Många affärer och butiker exponerar idag produkter från Rosa Bandet och internet formligen svämmar över av olika kampanjer som alla lovar donationer till bröstcancerforskningen. Många företag har kommit att inkludera Rosa Bandet som en del av deras marknadsföring. Företagen vet att deras konsumenter uppskattar välgörenhet och lockar dem således att köpa deras produkter med löftet om att en viss procentsats går till cancerforskningen. Emellertid är shopping till förmån för bröstcancerforskning inte ett bra förhållningssätt då konsumenterna ej vet hur många procent av pengarna som verkligen går till stiftelsen.

## Varför rosa?
- I västvärlden anses rosa vara kvinnans färg. Då en flicka föds får hon vanligtvis kläder och andra presenter i rosa, medan pojkar vanligtvis tilldelas blåa saker.
- Rosa är en skarp, livfull färg som utstrålar välbefinnande. Rosa är sålunda allt som cancer inte är, men som stimulerar tillfrisknande.
- Bröstcancer är en personlig, intim sjukdom då bröst till en stor del symboliserar kvinnlighet.[förtydliga]

## Andra beteckningar för Rosa Bandet
Förutom kampen för ökad medvetenhet om bröstcancer symboliserar även det rosa bandet March of Dimes. March of Dimes ger bistånd till för tidigt födda bebisar och kämpar för att finna botemedel för konsekvenserna av för tidiga födslar. Vidare representerar rosa bandet ökat medvetenhet om barncancer. I rättssammanhang i England används också ett rosa band till att binda ihop viktiga dokument innan de överlämnas till advokater.